# Нансеновская международная организация по делам беженцев
Нансеновская международная организация по делам беженцев (фр. Office international Nansen pour les Réfugiés) была основана Лигой Наций в 1930 году, вскоре после смерти Фритьофа Нансена, с целью продолжить оказание помощи беженцам в духе традиций созданного им паспортного бюро.

## История
Нансен, удостоенный Нобелевской премии мира в 1922 году, передал награду на помощь беженцам и продолжал работу с беженцами до самой смерти в мае 1930 г. Сразу после смерти Нансена Лига Наций учредила Нансеновскую международную организацию по делам беженцев, которая начала работать в Женеве 1 апреля 1931 года. Основной задачей организации было оказание беженцам материальной помощи и политической поддержки. Тогдашний президент Международного Комитета Красного Креста — Макс Губер — с 1930 года и по февраль 1933 одновременно был первым заместителем председателя Нансеновской международной организации по делам беженцев. Новое учреждение Лиги Наций сразу столкнулось со множеством проблем. Продолжавшийся армяно-турецкий кризис потребовал от нансеновской организации провести до конца 1935 года переселение около 50 тысяч человек — из них более 40 тыс. армян в Сирию и Ливан, а еще 10 тыс. армян в Ереван.
После прихода к власти нацистов в Германии в 1933 году резко осложнилась ситуация с беженцами и в Европе. Антисемитская политика нацистского режима в Германии породила массовый поток еврейских беженцев.
В том же 1935 году организация помогла переезду в Парагвай около 4 тысяч человек, бежавших из Саара после того, как эта земля, граничащая с Францией и Люксембургом, была передана Германии.
Однако на новом месте беженцы продолжали испытывать трудности из-за того, что к ним относились настороженно и они фактически исключались из экономической жизни. В этих условиях уже на новом месте Нансеновская организация продолжала выплачивать нуждающимся пособия. Эти деньги в основном поступали из фонда в 250 тыс. норвежских крон, которые передал Ф. Нансен. К 1938 году помощь была оказана около 800 тыс. беженцев. Работе Нансеновской организации способствовало и принятие 14 странами Лиги Наций Конвенции 1933 года о беженцах.
Разразившаяся в Испании гражданская война привела к новой волне беженцев в Европе. Однако помощь им не полагалась. Так что несмотря на все усилия Нансеновской организации проблема беженцев была далека от решения.
Тем не менее в 1938 году Нансеновская международная организация по делам беженцев получила Нобелевскую премию мира.
Выступая при вручении награды представитель Норвежского нобелевского комитета Фредрик Станг сказал: 
«Работа, выполненная Нансеновской организацией за годы активной деятельности, велика. Нетрудно видеть, что огромное влияние на него оказали традиции времен Фритьофа Нансена. Характеризуют его два качества, которые редко встречаются вместе, но в лице Нансена счастливо объединялись: высочайший идеализм и практические способности». 
В 1933 году Лига Наций учредила комиссию по делам беженцев из Германии, которая специально занималась проблемой исхода еврейского населения. В 1935 году были предприняты шаги по объединению комиссии по делам беженцев из Германии и Нансеновской организации. В результате при Лиге Наций была создана новая Верховная комиссия по делам беженцев, постепенно заменившая обе организации. Вновь созданная Верховная комиссия по делам беженцев начала свою работу 1 января 1939 года в Лондоне и одновременно была прекращена деятельность Нансеновской организации.